# Сидерокапса (мини)
Вижте пояснителната страница за други значения на Сидерокапса.
Сидерокапса или Сидрекапсъ са функционирали в миналото сребърни и златни мини край изчезналото село и миньорски град Сидерокапса в днешна Гърция, част от днешния дем Аристотел, област Централна Македония. Мините достигнали своя разцвет през XVI век.

## География
Мините са били разположени в историко-географска и етнографска област Сидерокапса (Мадемохория). Останките от града са все още видими днес на склона на планината Пиявица (на гръцки Стратонико Орос), на север от Стагира (Казанджи махала).

## История
Мините се развиват при османския султан Мурад II, благодарение на което се развива като рударско селище и градчето Сидероксапса. Освен среброто, добивано от жили с дебелина колкото човешка ръка, се разработват и златни находища. Мината е определяна като най-продуктивната на Балканите през първата половина на XVI в. Средният ѝ добив се изчислява на около 6 тона сребро годишно.
С добив на сребро и злато се занимават жителите на града Сидерокапса заедно с тези на съседните села Извор и Пиявица. Те са част от султански хас, чийто жители са миньори. Илияс Коловос смята, че високият брой на неженени мъже през ХVІ век в рударските селища Сидерокапса, Извор и Пиявица е свързан с необходимостта от неквалифицирана работна ръка за сребърните и златни мини, и предполага, че става дума за мигранти от други места. Коловос предполага, че в района са заселвани и квалифицирани миньори от района на Кратово.
По данни на европейски пътешественици в мината работят над 6000 миньори. Френският пътешественик и ботаник Пиер Белон, който посещава Сидерокапса през 40-те години на ХVІ век, пише, че живеещите край мините на Сидерокапса са принудително заселени и говорят различни езици – „славонски (esclavon), български, гръцки албански“. Работниците са предимно българи. Селяните от околните села са християни, говорещи сръбски и гръцки.
Благодарение на мините през XVI век в Сидрекапсъ функционира монетарница, определяна като една от най-активните османски монетарници на Балканите в този период.